# Philippsbourg
Philippsbourg (Duits: Philippsburg in Lothringen) is een gemeente in het Franse departement Moselle (regio Grand Est) en telt 531 inwoners (1999). De plaats maakt deel uit van het arrondissement Sarreguemines.

## Geografie
De oppervlakte van Philippsbourg bedraagt 24,0 km², de bevolkingsdichtheid is 22,1 inwoners per km².
De onderstaande kaart toont de ligging van Philippsbourg met de belangrijkste infrastructuur en aangrenzende gemeenten.

## Demografie
Onderstaande figuur toont het verloop van het inwonertal (bron: INSEE-tellingen).